# Castello di Obernberg
Il castello di Obernberg (in tedesco Burg Obernberg) si trova a Obernberg am Inn, comune austriaco del Distretto di Ried im Innkreis appartenente al Land dell'Alta Austria. La sua storia inizia nell'XI secolo.

## Storia

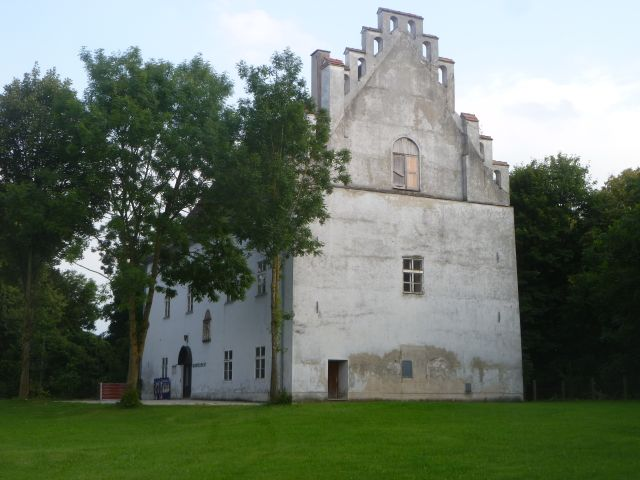
Antico palazzo di giustizia

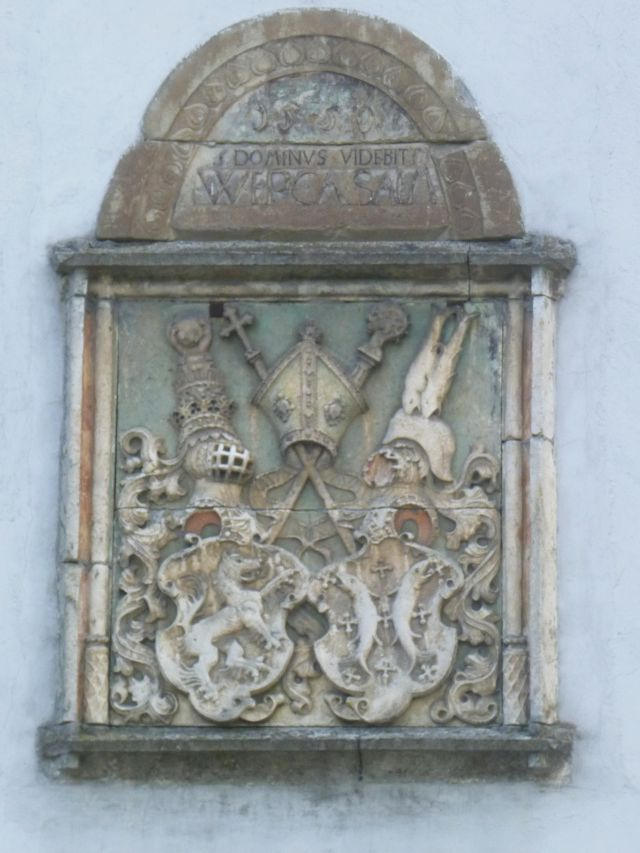
Epigrafe in pietra che riporta lo stemma della diocesi di Passau

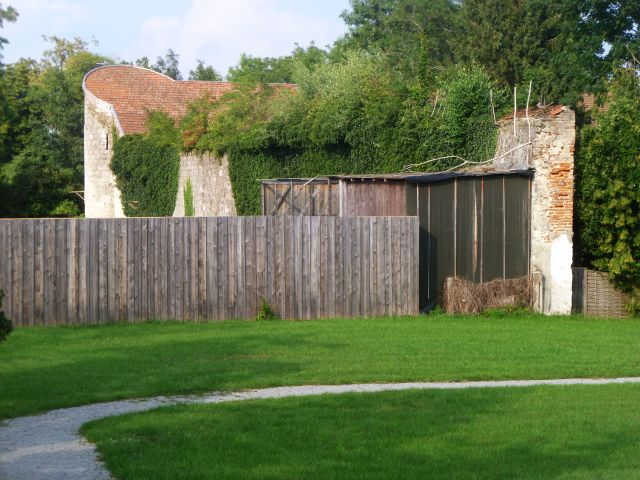
Resti della cerchia muraria

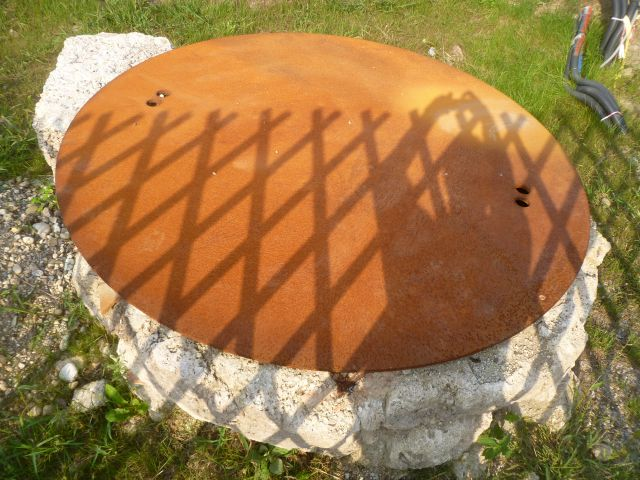
Pozzo storico nel cortile del castello

il castello di Obernberg venne menzionato per la prima volta in un documento nel 1160 quando il suo signore risultò essere Meginhart de Obernberge quindi è molto probabile che la prima struttura fortificata medievale sia stata costruita nell'XI secolo dai conti Formbach e Meginhart, infatti, era un burgravio legato alla loro casata. Ai Formbacher successero i conti Andechs, che intorno al 1191 cedettero il castello di Obernberg alla diocesi di Passau. Tra il 1199 e il 1202 il vescovo Wolfker fece ampliare la struttura in precedenza abbastanza modesta. Nel 1243 il duca Federico II di Babenberg assediò il castello e riuscì a conquistarlo grazie al tradimento del burgravio che vrebbe dovuto difenderlo. In seguito il duca lo affidò ai conti Ulrich e Wernhart von Schaunberg che nel 1245 riuscirono a resistere all'assedio durato sei mesi da parte delle truppe del vescovo Rüdiger, alleato del duca Ottone di Baviera. L'anno successivo, tuttavia, il duca Federico restituì Obernberg alla diocesi di Passau, alla quale rimase fino alla secolarizzazione. Fu spesso affittato o oggetto di pegno per gli interessi della diocesi. Nel 1389 il castello bruciò parzialmente e venne presto riparato ma il suo lento declino iniziò alla fine del XVI secolo. Durante la guerra di successione spagnola del 1701 il territorio fu temporaneamente occupata dalle truppe bavaresi. Dal 1782 i vescovi di Passau rimasero semplici proprietari terrieri e non più sovrani del maniero. Nel 1803 il castello di Obernberg e tutti i territori vicini divennero proprietà del governo imperiale austriaco e la fortezza ospitò il tribunale regionale e infermieristico. Nel 1807 tutti gli edifici non più utilizzati della struttura furono demoliti e nel 1809 gli occupanti napoleonici fecero abbattere anche il mastio e le restanti strutture difensive lasciando solo i due semplici edificii che ci sono pervenuti. L'area del castello appartiene al Land dell'Alta Austria. In un edificio ha sede il tribunale distrettuale, in un altro il Kunsthaus Obernberg.

## Descrizione
Il castello di Obernberg si trova nel parco su una terrazza ai margini del centro storico di Obernberg am Inn, comune austriaco del Distretto di Ried im Innkreis, Land dell'Alta Austria. Posto a breve distanza dall'Inn, il castello in origine era separato dalla città da profondi fossati disposti su tre lati mentre sul quarto si trovava un edificio. Sull'ampia area sono rimasti solo due edifici storici indipendenti e separati uno dall'altro. La casa allungata ad un piano con l'alto timpano a gradini fu costruita nel 1550 dal conte e vescovo Wolfgang I Salm come abitazione e ufficio del custode. Sopra l'ingresso principale è murato una grande epigrafe in pietra che riporta lo stemma della diocesi di Passau con l'iscrizione che recita:"1550, Dominus videbit. W.E.P.C.A.SALM (Wolfgang episcopus Passaviensis, Conte di Salm)". Questo edificio è stato utilizzato come sede di tribunale per più di due secoli. L'altro edificio, in blocchi di tufo a vista, anche se di aspetto più recente, è molto più antico e si tratta dell'ex granaio trasformato in residenza ufficiale all'inizio del XX secolo e divenuto un punto d'incontro culturale di Obernberg e sede museale. Di particolare interesse è il pozzo ancora presente, profondo oltre 60 metri e completamente rivestito di tufo.

### Bene architettonico tutelato
il castello di Obernberg è stato posto sotto tutela dei monumenti da parte della Repubblica austriaca col numero 48225.